# Cantone di Sallèles-d'Aude
Il Cantone di Sallèles-d'Aude è una divisione amministrativa dell'arrondissement di Carcassonne e dell'arrondissement di Narbonne.
È stato costituito a seguito della riforma approvata con decreto del 21 febbraio 2014, che ha avuto attuazione dopo le elezioni dipartimentali del 2015.

## Composizione
Comprende i 18 comuni di:
- Argeliers
- Bize-Minervois
- Canet
- Ginestas
- Mailhac
- Marcorignan
- Mirepeisset
- Moussan
- Ouveillan
- Paraza
- Pouzols-Minervois
- Raissac-d'Aude
- Roubia
- Saint-Marcel-sur-Aude
- Saint-Nazaire-d'Aude
- Sainte-Valière
- Sallèles-d'Aude
- Ventenac-en-Minervois